# Elacatis aruensis
Elacatis aruensis es una especie de coleóptero de la familia Salpingidae.

## Distribución geográfica
Habita en Aru (Indonesia).